# Bradley Collins
Pour les articles homonymes, voir Collins.
Bradley Ray Collins, né le 18 février 1997, est un footballeur anglais jouant au poste de gardien de but à Coventry City.

## Carrière en club
Né à Southampton, Collins commence sa carrière à Chelsea. Il est ensuite prêté à Forest Green Rovers et Burton Albion.
Le 19 juin 2019, il rejoint Barnsley.
Le 17 juillet 2023, il rejoint Coventry City.